# Шевалдин, Виктор Николаевич
Шевалдин, Виктор Николаевич (29 декабря 1948 года, Кинешма) — советский инженер-атомщик, последний директор Игналинской АЭС в Литве в период её коммерческой эксплуатации до остановки реакторов и начала их демонтажа в соответствии с требованиями ЕС, выдвинутыми как условие для вступления Литвы в Евросоюз.

## Биография
Виктор Шевалдин родился 29 декабря 1948 года в городе Кинешма Ивановской области.
В 1966 году по окончании школы поступил в Ивановский энергетический институт по специальности «Эксплуатация тепловых и атомных станций». По распределению был направлен на должность инженера на строительство первого реактора РБМК на Ленинградской АЭС.
Участвовал в пуске первых энергоблоков, проработав на этой станции 11 лет.
В мае 1982 года вместе с группой специалистов Ленинградской АЭС был направлен на строящуюся Игналинскую АЭС в Литовскую ССР с таким же типом реакторов. 31 декабря 1983 года на этой станции был пущен первый энергоблок.
С 1986 года Виктор Николаевич занимал на АЭС должность заместителя главного инженера по эксплуатации.
В конце 1987 года из-за протестов экологических организаций и в связи с ухудшившейся экономической ситуацией в СССР было принято решение о приостановке строительства третьего энергоблока Игналинской АЭС и его консервации. Усугубило ситуацию движение за восстановление государственной независимости Литвы: в 1989 году работы по строительству третьего энергоблока были полностью остановлены, хотя на тот момент он был готов на 60 %.Министерство энергетики СССР стало вычеркивать Игналинскую АЭС из своих планов, перестало направлять туда специалистов, и даже отозвало некоторых из ранее направленных.
Шевалдин проработал на должности заместителя главного инженера до ноября 1991 года, фактически приняв на себя руководство коллективом в напряженный период противостояния литовского и советского руководства в 1990—1991-х годах. Шевалдин пытался сохранить коллектив, считая, что рядовые потребители энергии не виноваты в развернувшихся политических баталиях. Считается, что таким образом он невольно оказал поддержку новой власти в Литве.
После восстановления государственной независимости Литвы станция перешла в её юрисдикцию и продолжила работать, достигнув пика своей производительности в 1993 году, когда за год было произведено 12,26 млрд кВт⋅ч электроэнергии, что составило 88,1 % всей произведённой в республике электроэнергии. Этот показатель включен в Книгу рекордов Гиннесса.
В 1991 году Виктор Николаевич Шевалдин приказом министра энергетики Литвы был назначен генеральным директором АЭС и проработал в этой должности до 2010 года. Он добился от министра энергетики Литвы Ашмантаса, чтобы работники станции получали достойную зарплату и пенсию по выслуге лет, благодаря чему ветераны АЭС в настоящее время получают пенсии в пределах 500 евро, что выше среднего в Литве. Он также считал, что при совместном решении энергокомпаний балтийских стран возможно строительство новой АЭС с кипящим реактором, охлаждаемым пароводяной смесью, а его создание может обойтись в 3 млрд долларов и может быть закончено к 2015 году. Однако мечты о новой станции не реализовались.
Как известно, Игналинская АЭС остановлена решением литовских властей под давлением Евросоюза 31 декабря 2009 года. Шевалдин активно сопротивлялся этому решению, считая его политическим. Того же мнения придерживался Альгирдас Бразаускас, однако возобладала позиция Евросоюза, добившегося остановки мощнейшей в мире АЭС (на 1987 год).
После ухода на пенсию Виктор Шевалдин вместе с Владимиром Кузнецовым и Борисом Ларионовым в 2018 году выступили инициаторами создания общественной организации «Объединение ветеранов ИАЭС» аналогично другим организациям, существующим при всех атомных станциях европейских стран. В том же году эта общественная организация совместно с «Общественным советом южного берега Финского залива» организовали в Висагинасе двухдневный российско-литовский круглый стол по обсуждению стратегии безопасного вывода из эксплуатации уран-графитовых энергетических реакторов типа РБМК, поскольку на Игналинской АЭС эту работу начали производить первыми.
Общественная организация планирует создать музей Игналинской АЭС и добиться улучшения медицинского обслуживания бывших работников станции и жителей Висагинаса.

## Награды
За многолетнюю безопасную эксплуатацию Игналинской АЭС В. Н. Шевалдин был награжден медалью МАГАТЭ и наградами Литовской Республики.
Почётный гражданин Висагинаса (1997).

## Семья
Супруга — Ефросия (Раса) Шевалдина, долгие годы возглавляла информационный центр ИАЭС.